# José Almirante y Torroella
José Almirante y Torroella (Valladolid, 16 de julio de 1823 – Madrid, 23 de agosto de 1894) fue un militar del arma de Ingenieros y escritor español que alcanzó el grado de general de división.

## Biografía

### Formación
Hijo del teniente coronel de Infantería Ramón Almirante, ingresó con ocho años en el Regimiento de Infantería «Almansa» n.º 17 en Madrid como cadete de menor edad y como cadete en el Colegio General Militar de todas las Armas en Segovia al cumplir los doce.  Terminó su formación militar en 1838 en Madrid, a donde se había trasladado el colegio. Al tener solo quince años no fue ascendido a alférez como el resto de sus compañeros, lo que aprovechó para prepararse e ingresar ese mismo año en la Academia de Ingenieros. Siendo alumno de la Academia fue ascendido a alférez de Infantería en 1839, a alférez alumno de Ingenieros en 1840 y al finalizar los estudios en 1842 a teniente de Ingenieros perteneciente a la 16.ª promoción de la Academia.

### Carrera militar
Ascendió a capitán en 1843 por gracia general y tras realizar trabajos de fortificación en la Ciudadela de Barcelona fue recompensado con el grado de capitán de Ingenieros y destinado en el Depósito General Topográfico. En 1846 ascendió por gracia general a segundo comandante, grado convertido en el de teniente coronel en 1848. Participó en la redacción del Memorial de Ingenieros del Ejército y presidió una comisión para estudiar asuntos militares en países del centro y oeste de Europa. Gracias a estos trabajos fue ascendido en 1849 a segundo comandante de ejército.
En 1853 fue destinado a la Secretaría de Estado y del Despacho del Ministerio de la Guerra donde trabajó para la reforma de las Ordenanzas del Ejército como secretario de la junta creada al efecto. Al final de este periodo fue ascendido a comandante de Ingenieros en 1855 y destinado, a petición propia, como comandante en jefe de Ingenieros de Manila y Cavite, puesto en el que sirvió casi tres años. Fue ascendido a teniente coronel en 1857.
Durante el año 1859 llevó a cabo por propia iniciativa un viaje por Prusia, Austria y Baviera para estudiar la cultura, el idioma y diversos asuntos militares de estos países. Al regreso quedó destinado en la Comisión General de Estadística, donde trabajó junto al geógrafo Francisco Coello de Portugal en la creación de un catastro topográfico y parcelario como apoyo de la Hacienda pública, que constituyó el inicio del Catastro actual.
Ascendido a coronel en 1857 se dedicó a la redacción de sus dos grandes obras, el Diccionario y la Bibliografía militar hasta que fue destinado a Valladolid en 1871 como jefe de la Dirección de la Subinspección de Ingenieros de Castilla la Vieja, donde dirigió la adecuación y reconversión de numerosos conventos adquiridos por el Ejército con la desamortización de Mendizábal en cuarteles y otras dependencias de uso militar.
Durante el reinado de Amadeo I, Almirante fue nombrado jefe de su Cuarto Militar, cargo en el que acompañó al rey con toda lealtad hasta su salida por Badajoz en 1873.
El nuevo destino asignado a Almirante fue el de coronel jefe de la Dirección de Subinspección de Burgos, cargo por el cual se le encargó la fortificación de Santander tras la amenaza de asalto por tropas carlistas al mando de Torcuato Mendiri en 1874.
Mientras realizaba estos trabajos, Almirante fue ascendido a brigadier de Ingenieros y trasladado a Valladolid como jefe de la Subinspección de Ingenieros, cargo que ejerció durante los seis años siguientes, llevando a cabo entre otras obras, las necesarias para el traslado de la Capitanía General y del Gobierno Militar desde su antigua sede en la Real Chancillería hasta el Palacio Real.
Con el ascenso en 1882 a mariscal de campo, empleo cuya denominación cambió unos años más tarde a la de general de división, Almirante fue nombrado comandante general subinspector de la isla de Cuba. Tras dos años en el cargo, regresó a la península con el nombramiento de general subinspector del Cuerpo de Ingenieros y presidente de la Junta Especial de Ingenieros y, posteriormente, general consejero del Consejo Supremo de Guerra y Marina.
En 1891, habiéndose producido una vacante de teniente general en el escalafón correspondiente, Almirante solicitó del ministro teniente general Azcárraga el empleo. La ausencia de acciones de guerra en la hoja de servicios del general Almirante, y probablemente su relación con el rey Amadeo y con el general Prim, impidieron el nombramiento pretendido.

## Final
Aunque, tras su paso a la reserva, se le concedió en 1892 sueldo de actividad y la ayuda de un escribiente para que finalizara su Historia Militar de España, la ceguera que lo aquejaba paralizó sus trabajos, que fueron finalizados por compañeros del general póstumamente.
Falleció  el día 23 de agosto de 1894 en un modesto piso de la calle Farmacia de Madrid y sus restos fueron trasladados a Valladolid e inhumados en el panteón familiar. Dejó mandado que no se le tributaran honores de ningún tipo y en su esquela mortuoria solo figuró escuetamente su último empleo. El 8 de junio de 1913 sus restos se trasladaron a una tumba del Panteón de Hombres Ilustres de Valladolid en el cementerio del Carmen, en un acto de homenaje acordado por la corporación municipal el 25 de abril del mismo año, en el que participaron un batallón del Regimiento de Infantería de Isabel II y un escuadrón del Regimiento de Lanceros de Farnesio al mando del general Urzáiz.

## Obra
- Guía del oficial en campaña (1868).
- Diccionario militar, etimológico, histórico, tecnológico (1869).
- Bibliografía militar de España (1870).
- Estudio sobre la guerra franco-germana de 1870 (1891).
- Bosquejo de la historia militar de España hasta fin del siglo XVIII (1923).
- Reglamento para el servicio de campaña (1882). Publicado con fuerza de ley después de haber sido aprobado en las Cortes, presentado por el general Martínez Campos.

Escribió también poesía de corte romántico en años de juventud y algunas obras teatrales que no llegaron a publicarse, cuyos originales se perdieron al ser incendiada la casa que poseía en Guadalajara por milicias del Frente Popular en 1936.

## Distinciones
- Encomienda de la Orden de Carlos III.
- Encomienda de la Orden de Isabel la Católica.
- Gran cruz de la Orden de San Hermenegildo.
- Gran cruz del  Mérito Militar.[2]

- Medalla de oro de la Exposición Internacional de Barcelona de 1889.
- Académico de la Real Academia de la Historia.

El Ayuntamiento de Valladolid acordó en 1913 colocar una lápida conmemorativa en la Comandancia de Ingenieros, poner su nombre a una calle de la ciudad y trasladar sus restos mortales con honores militares al panteón de vallisoletanos ilustres. También se acordó erigir un monumento en honor del general Almirante que nunca llegó a realizarse.
Una base del Ejército de Tierra situada en Marines (Valencia) lleva su nombre.